# Kochaj albo odejdź
Kochaj albo odejdź – amerykański musical z 1955 oparty na życiu Ruth Etting – piosenkarki, tancerki i gwiazdy filmowej.

## Obsada
- Doris Day jako Ruth Etting
- James Cagney jako Martin Snyder
- Cameron Mitchell jako Johnny Alderman
- Robert Keith jako Bernard V. Loomis
- Tom Tully jako Frobisher
- Harry Bellaver jako Georgie
- Richard Gaines jako Paul Hunter
- Peter Leeds jako Fred Taylor
- Claude Stroud jako Eddie Fulton
- Audrey Young jako dziewczyna
- John Harding jako Greg Trent